# Christos Samakovlis
Christos Samakovlis, född 13 juni 1962, är professor i utvecklingsbiologi vid Stockholms universitet. Han är även kopplad till projektet SciLifeLabs.
Samakovlis disputerade 1991 vid Stockholms universitet med en avhandling om den antimikrobiella peptiden cecropin i bananflugans genom. Därefter arbetade han som postdoktorand vid Stanforduniversitetet mellan 1991 och 1994. Han utnämndes till docent vid Umeå universitet 1995 och sedan till professor vid Stockholms universitet 2001. Hans forskning har fokuserat på bildandet av rörformiga organ, framför allt lungor, med hjälp av bananflugor och möss som modellorganismer.
Han är medförfattare till över 80 studier som citerats totalt ungefär 6 000 gånger, med ett h-index (2021) på 36.

## Utmärkelser
- 2007 - Göran Gustafssonpriset i molekylär biologi, för "sin forskning kring utveckling av förgrenade organ."[4]
- 2017 - Invald i Kungliga Vetenskapsakademien med nummer 1712, i klassen för biologiska vetenskaper.[2]